# Harper c. Procureur général du Canada
La cause Harper c. Canada (Procureur général) [2004] 1 R.C.S. 827, 2004 SCC 33 a donné lieu à un important jugement de la Cour suprême du Canada, établissant que les limites imposées par la Loi électorale du Canada sur les dépenses publicitaires par des tiers ne viole pas l'article 2 ni l'article 3 de la Charte canadienne des droits et libertés.

## Contexte
La loi de 1974 sur les dépenses électorales interdisait toute dépense de promotion de partis ou de candidats, ou d'opposition à ceux-ci, par un tiers, ce dernier étant défini comme un individu ou un groupe autre qu'un candidat ou un parti dûment déclaré. En 1977, la Cour suprême a jugé, dans la cause Libman c. Procureur général du Québec que l'imposition d'un plafond de dépense à des tiers était valide, son objectif étant de permettre un choix bien informé en évitant que certains points de vue ne soient pas enterrés par les autres. Dans un sondage effectué en 1997, 83 % des répondants appuient la limitation des dépenses des tiers.
Le gouvernement dépose le projet de loi C-2, qui devient la nouvelle la nouvelle loi électorale du Canada en 2002. Ce projet de loi fixe à 150 000 $ pour l'ensemble du Canada le maximum de dépenses publicitaires d'un tiers pour une même élection, avec un maximum de 3 000 $ par circonscription.
Stephen Harper, alors président de la Coalition nationale des citoyens, contesta la constitutionnalité de cette loi en juin 2000 devant la Cour supérieure de l'Alberta à Edmonton. Celle-ci jugea que les articles 350 et 351 de la loi électorale du Canada étaient inconstitutionnels. Dans un jugement à 2-1, rendu le 16 décembre 2002, la Cour d'appel de l'Alberta statua que, à l'exception de l'article 358, tous les articles de la loi portant sur les activités des tierces parties étaient en violation de la Charte des droits et libertés.

## Jugement de la Cour suprême
Le jugement majoritaire a été rédigé par le juge Bastarache, avec l'assistance des juges Iacobucci, Arbour, LeBel, Deschamps et Fish.
La Cour a trouvé que, même si le plafond de dépenses enfreint l'article 2 b de la Charte, la loi est raisonnable et justifiée en regard de l'article 1 de la Charte. La majorité des juges a conclu que l'objectif visé par l'imposition d'un plafond de dépenses électorales est d'assurer l'équité électorale. La loi vise à « faire en sorte que ceux qui souhaitent participer au débat électoral puissent le faire à armes égales, permettant ainsi aux électeurs d’être mieux informés ». En outre, il n'y a pas infraction à l'article 3 de la Charte parce que le droit de participer au processus électoral implique la nécessité de le faire de façon bien informée. Sans plafonnement des dépenses, des individus ou des groupes peuvent dominer le débat et empêcher des points de vue différents de se faire entendre.

## Dissidence
Les juges Beverley McLachlin et John C. Major ont rédigé un point de vue différent, avec l'assistance de Ian Binnie. Les dissidents font valoir que le plafond de dépenses imposé par l'article 350 de la loi électorale du Canada est contraire à l'article 2 b de la Charte des droits et libertés, et que les limites imposées aux tiers sont trop restrictives. La limite de 3 000 $ est insuffisante pour acheter une pleine page de publicité dans un grand journal canadien, ou pour lancer une campagne de publicité postale dans une seule circonscription. De ce fait, la communication par la radio et la télévision devient le droit exclusif des partis politiques enregistrés et de leurs candidats. Selon eux, l'article 351 devrait également être invalidé vu qu'il se rattache à l'article 350. Ils estiment que les autres sections de la loi électorale étaient en violation de l'article 2 b de la Charte, mais étaient validés par l'article 1.